# Битва при Силаре (71 до н. э.)
Битва при Силаре — последнее сражение между римскими и повстанческими войсками в ходе восстания Спартака, закончившееся поражением повстанцев.

## Предыстория
Спартак после битвы при Луканском озере отступил к Петелийским горам (современный Стронголи) в Бруттий, настигаемый римскими легионами. Преследование Спартака Красс поручил легату Квинту Аррию и квестору Гнею Скрофе. Там Спартак прекратил отступление и атаковал римлян. Из-за постоянных столкновений ресурсы повстанческой армии были почти исчерпаны. В сложившейся ситуации вождь восставших рабов считал, что, находясь в невыгодных условиях, надо избегать сражения, но его войско требовало идти на Красса. Спартаку пришлось подчиниться — для решающего сражения с римскими войсками были собраны все силы. Спартак стал лагерем возле истоков реки Силар (ныне Селе).

## Ход битвы
Рабы понимали, что это их последний бой, поэтому сражение было ожесточённым. Но, несмотря на все усилия вождя рабов, в этой последней битве его армия была окончательно и полностью разгромлена, причём подавляющее большинство было убито на поле боя. Дальнейшая судьба Спартака неизвестна.
Римские историки отдают дань его личному мужеству в последней битве. Аппиан сообщает, что Спартак «был ранен в бедро дротиком: опустившись на колено и выставив вперёд щит, он отбивался от нападавших, пока не пал вместе с большим числом окружавших его». Плутарх пишет: «…перед началом боя ему подвели коня, но он выхватил меч и убил его, говоря, что в случае победы получит много хороших коней от врагов, а в случае поражения не будет нуждаться и в своём. С этими словами он устремился на самого Красса; ни вражеское оружие, ни раны не могли его остановить, и всё же к Крассу он не пробился и лишь убил двух столкнувшихся с ним центурионов. Наконец, покинутый своими соратниками, бежавшими с поля битвы, окружённый врагами, он пал под их ударами, не отступая ни на шаг и сражаясь до конца». Флор пишет: «Спартак, храбро бившийся в первом ряду, пал как полководец». Хотя тело Спартака так и не нашли, по мнению историков, он погиб в бою вместе со своими людьми.

## Итоги
Согласно Аппиану римляне, уничтожив войско Спартака, потеряли всего лишь тысячу человек, но другие историки считают такой показатель неправдоподобным. Тело Спартака так и не было найдено на поле битвы. Остатки армии Спартака были уничтожены Крассом и подошедшим войском Помпея, что дало Помпею право оспаривать победу над Спартаком. Шесть тысяч пленных гладиаторов были по приказу Красса распяты вдоль Аппиевой дороги, от Капуи до Рима.